# Dîner informel des chefs d'État ou de gouvernement de l'Union européenne du 28 mai 2019
Le dîner informel du 28 mai 2019 est principalement consacré à faire le point sur les résultats des élections européennes de 2019, qui ont eu lieu entre le 23 et le 26 mai, et à lancer le processus de nomination des nouveaux dirigeants des institutions de l'UE sur lesquels les chefs d'État et de gouvernement prévoient de prendre des décisions lors du prochain sommet européen des 20 et 21 juin prochains.

## Sources

## Compléments